# スロヴェンスカ・ビストリツァ
スロヴェンスカ・ビストリツァ（Slovenska Bistrica、ドイツ語:Windisch-Feistritz）は、スロベニアのマリボル市の南に位置する町であり、そして地方行政区画としての市でもある。
スロヴェンスカ・ビストリツァ市は、いくつかの小さな町と村から成り立っている。
- ラポリェ　Laporje
- マコレ（マクサウ）　Makole(Maxau)
- ポリチャネ（ペルチャッチ）　Poljčane (Pöltschach)
- プラゲルスコ　Pragersko (Pragerhof)
- スポドニャ・ポルスカヴァ　Spodnja Polskava
- ズゴルニャ・ポルスカヴァ（オーバー・プルスガウ）　Zgornja Polskava (Ober-Pulsgau)